# 鞠珖
鞠珖，镶黄旗汉军人，是一名清朝政治人物。举人出身。
鞠珖曾于乾隆三十七年(1772年)接替徐福峻任邵武府知府一职，乾隆四十年(1775年)由申大年接任。